# Mikey Moore
Mikey Steven Danny Moore (Southwark, 11 augustus 2007) is een Engels voetballer die onder contract staat bij Tottenham Hotspur.

## Clubcarrière
Moore is een jeugdproduct van Tottenham Hotspur. Op 17 juni 2023 tekende hij zijn eerste contract. Op 14 mei 2024 debuteerde hij in de Premier League: tegen Manchester City (0-2-verlies) viel hij in de blessuretijd in voor James Maddison.

## Clubstatistieken
| Seizoen         | Club              | Land              | Competitie      | Competitie | Competitie | Beker | Beker | Supercup | Supercup | Europees | Europees | Totaal | Totaal |
| Seizoen         | Club              | Land              | Competitie      | Wed.       | Dlp.       | Wed.  | Dlp.  | Wed.     | Dlp.     | Wed.     | Dlp.     | Wed.   | Dlp.   |
| --------------- | ----------------- | ----------------- | --------------- | ---------- | ---------- | ----- | ----- | -------- | -------- | -------- | -------- | ------ | ------ |
| 2023/24         | Tottenham Hotspur | Vlag van Engeland | Premier League  | 1          | 0          | 0     | 0     | —        | —        | 0        | 0        | 1      | 0      |
| Carrière totaal | Carrière totaal   | Carrière totaal   | Carrière totaal | 1          | 0          | 0     | 0     | 0        | 0        | 0        | 0        | 1      | 0      |

Bijgewerkt op 15 mei 2024.